# Quận St. James, Louisiana
St. James là một quận thuộc bang Louisiana, Hoa Kỳ. Theo ước tính năm 2009, dân số quận này là 21054 người, mật độ 34 người/km².

## Dân số
Biến động dân số qua các từ 1900-2010: